# 就学相談
就学相談（しゅうがくそうだん）とは、子供が小学校に入学する前に、なんらかの障害があったり、長期にわたり疾病等で入院経験があったり、また現に入院中でたとえば退院のめどがまだたっていないといったような悩みに答えるため、当該市町村の教育委員会が、相談に応じること。
多くの場合、通常の小学校に入学するか、あるいは特別支援学校に入学するかといった選択が関心の争点になることが多く、そういう場合には、知能検査・健康診断・集団行動観察という3つの検査を実施してみて、その結果を参考にしても就学先（普通の学級・特別支援学級・特別支援学校のうちどこがその児童に適しているかを相談するといった手順を踏むことが多い。